# Intel 80188

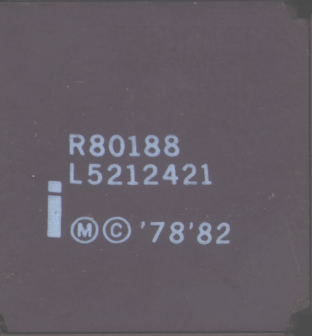
Маркировка Intel 80188

Intel 80188 (i188) — 16-битный микропроцессор, выпущенный компанией Intel в 1982 году и представляющий собой вариант микропроцессора Intel 80186 с 8-битной внешней шиной данных.

## Описание
Причины выпуска процессора Intel 80188 были такими же, как и при выпуске его предшественника, микропроцессора Intel 8088, — возможность использования новейших технологий, в лице Intel 80186 при этом используя дешёвые 8-битные микросхемы поддержки. Ввиду того, что процессор был построен на основе Intel 80186, он обладал всеми его достоинствами и недостатками, так как внутренняя архитектура не подверглась изменениям и соответствовала архитектуре микропроцессора Intel 80186.
Как и все предыдущие процессоры семейства x86, данный микропроцессор обладал 14 16-разрядными регистрами: 4 регистра общего назначения (AX, BX, CX, DX), 2 индексных регистра (SI, DI), 2 указательных (BP, SP), 4 сегментных регистра (CS, SS, DS, ES), программный счётчик или указатель команды (IP) и регистр флагов (FLAGS, включает в себя 9 флагов). При этом регистры данных (AX, BX, CX, DX) допускали адресацию не только целых регистров, но и их младшей половины (регистры AL, BL, CL, DL) и старшей половины (регистры AH, BH, CH, DH), что позволяло использовать не только новое 16-разрядное ПО, но сохраняло совместимость и со старыми программами.
Процессор Intel 80188 был выпущен в тех же модификациях, что и процессор Intel 80186 — 80188, 80C188, 80C188XL, 80C188EA, 80C188EB и 80C188EC. Процессор Intel 80188 использовал одинаковую с процессором Intel 80186 маркировку, где первая буква обозначала тип корпуса.
| Процессор | Число выводов | Тип корпуса | Идентификатор | Пример обозначения        |
| --------- | ------------- | ----------- | ------------- | ------------------------- |
| 80186     | 68            | LCC         | R или С       | Intel C80188 Intel R80188 |
| 80186     | 68            | PLCC        | N             | Intel N80188              |
| 80186     | 68            | PGA         | A             | Intel A80188              |
| 80C186    | 68            | LCC         | R             | Intel R80C188             |
| 80C186    | 68            | PLCC        | N             | Intel N80C188             |
| 80C186    | 68            | PGA         | A             | Intel A80C188             |
| 80C186    | 80            | QFP(EIAJ)   | S             | Intel S80C188             |
| 80C186XL  | 68            | LCC         | R             | Intel R80C188XL           |
| 80C186XL  | 68            | PLCC        | N             | Intel N80C188XL           |
| 80C186XL  | 68            | PGA         | A             | Intel A80C188XL           |
| 80C186XL  | 80            | QFP(EIAJ)   | S             | Intel S80C188XL           |
| 80C186XL  | 80            | SQFP        | SB            | Intel SB80C188XL          |
| 80C186EA  | 68            | PLCC        | N             | Intel N80C188EA           |
| 80C186EA  | 80            | QFP(EIAJ)   | S             | Intel S80C188EA           |
| 80C186EA  | 80            | SQFP        | SB            | Intel SB80C188EA          |
| 80C186EB  | 84            | PLCC        | N             | Intel N80C188EB           |
| 80C186EB  | 80            | QFP(EIAJ)   | S             | Intel S80C188EB           |
| 80C186EB  | 80            | SQFP        | SB            | Intel SB80C188EB          |
| 80C186EC  | 100           | PQFP        | KU            | Intel KU80C188EC          |
| 80C186EC  | 100           | QFP         | S             | Intel S80C188EC           |
| 80C186EC  | 100           | SQFP        | SB            | Intel SB80C188EC          |

Примечание. 1. Процессоры с маркировкой типа TN80xxx имеет корпус типа PLCC, буква «T» обозначает расширенный тепловой диапазон (от −40 °C до +85 °C).

## Компьютерная техника
Неизвестны компьютеры, которые бы штатным образом комплектовались этим процессором. Однако, в 2020-х специалистом по ретрокомпьютингу Джоном Р. Коффманом (англ. John R. Coffman) освоен выпуск одноплатной модели SBC-188.

## Технические характеристики
- Дата анонса: 1982 год
- Тактовая частота (МГц)*: 6**, 8, 10, 12, 13, 16, 20
- Разрядность регистров: 16 бит
- Разрядность шины данных: 8 бит
- Разрядность шины адреса: 20 бит
- Объём адресуемой памяти: 1 Мбайт
- Количество транзисторов: ~55 000
- Техпроцесс (нм): ?
- Площадь кристалла (кв. мм): ?
- Напряжение питания: 2,9~3,3 В
- Разъём: микросхема припаивалась к плате
- Корпус: см. таблицу выше

(*) Примечание 1: возможно существовали модели и с другими частотами.
(**) Примечание 2: первые модели.